# Epicykel

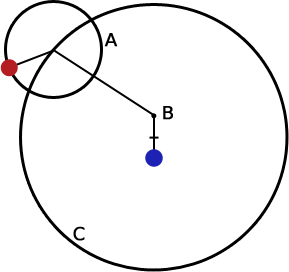
Planetrörelse enligt det ptolemeiska systemet; planeten rör sig över en epicykel A vars mittpunkt kretsar över en deferent C kring ekvanten B som ligger mitt emot jorden (blå)

En epicykel är en cirkelrörelse kring en medelpunkt som i sin tur rör sig längs periferin på en annan, vanligtvis större, cirkel. Epicykeln var en konstruktion som man fann sig tvungen att ta till för att i den geocentriska världsbilden kunna förklara planeternas retrograda rörelser.
Även i Kopernikus heliocentriska världsbild behövdes epicykler, eftersom han följde den aristoteliska idén att himlakroppar rörde sig i cirklar. Först då Kepler beskrev planetbanorna med sina lagar för ellipser blev det möjligt att överge epicyklerna.

## Ekvant
Normalt antogs rörelsen i cirklarna vara likformig sett från cirkelns centrum. Men Ptolemaios införde begreppet ekvant: ekvanten var den punkt runt vilken rörelsen såg likformig ut. Ekvanten låg inne i cirkeln men vid sidan om cirkelns centrum.  Ekvanten var Ptolemaios ursprungliga idé. Kopernikus avskaffade ekvanten i sin heliocentriska modell av solsystemet.